# میگ آی-۲۱۱
میکویان-گورویچ آی-۲۱۱ (به روسی: И-۲۱۱) یک هواگرد جنگنده تک‌باله تک‌موتوره پیش‌نمونه دوره جنگ جهانی دوم ساخت شرکت میکویان-گورویچ در شوروی بود.